# Bullengarook
Bullengarook (681 habitants) est une localité à 68 kilomètres au nord-ouest de Melbourne, et 14 kilomètres à l'ouest de Gilmore, dans l'État du Victoria en Australie.